# Gracula indica
Gracula indica là một loài chim trong họ Sturnidae.

## Hình ảnh

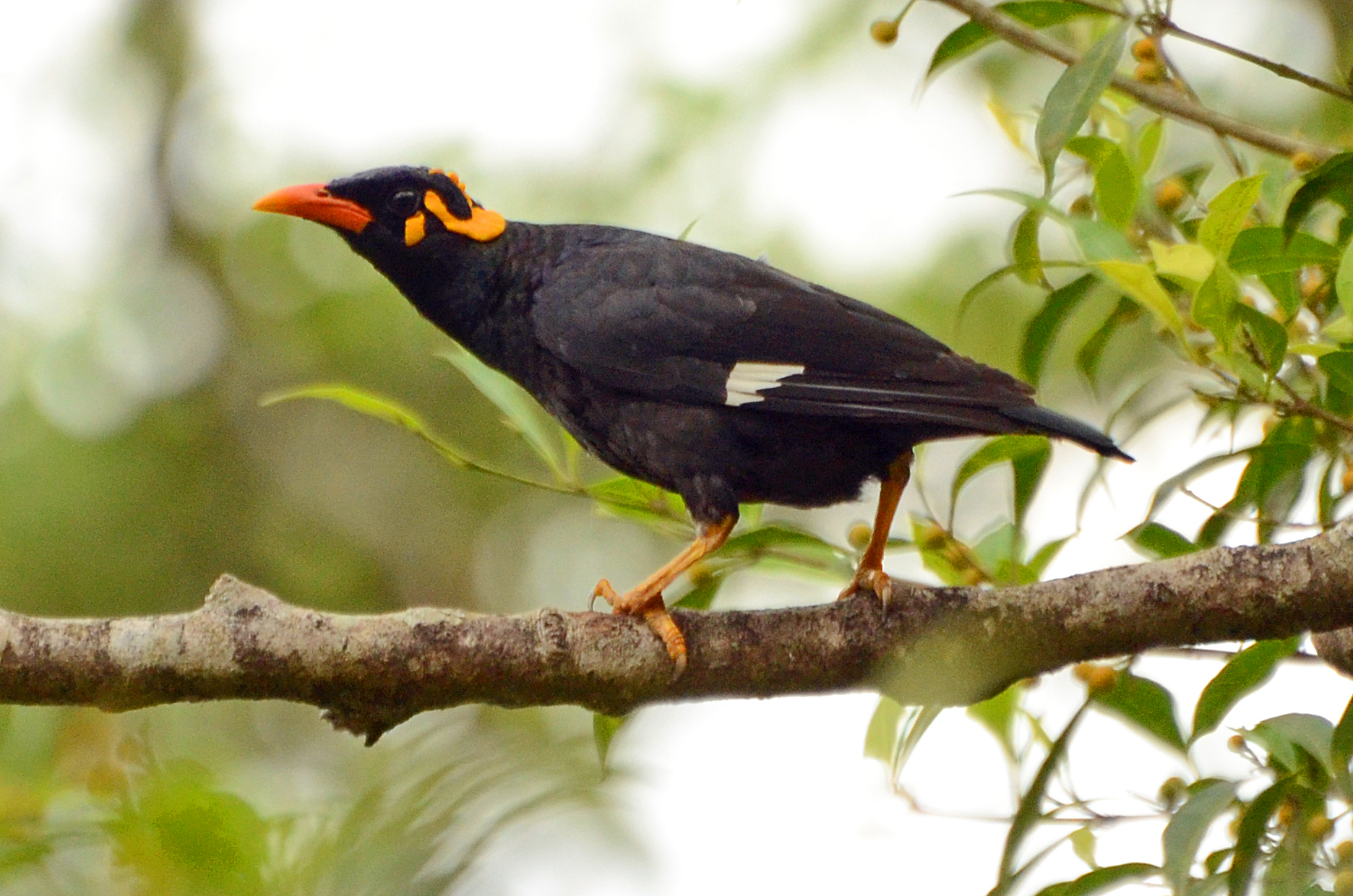
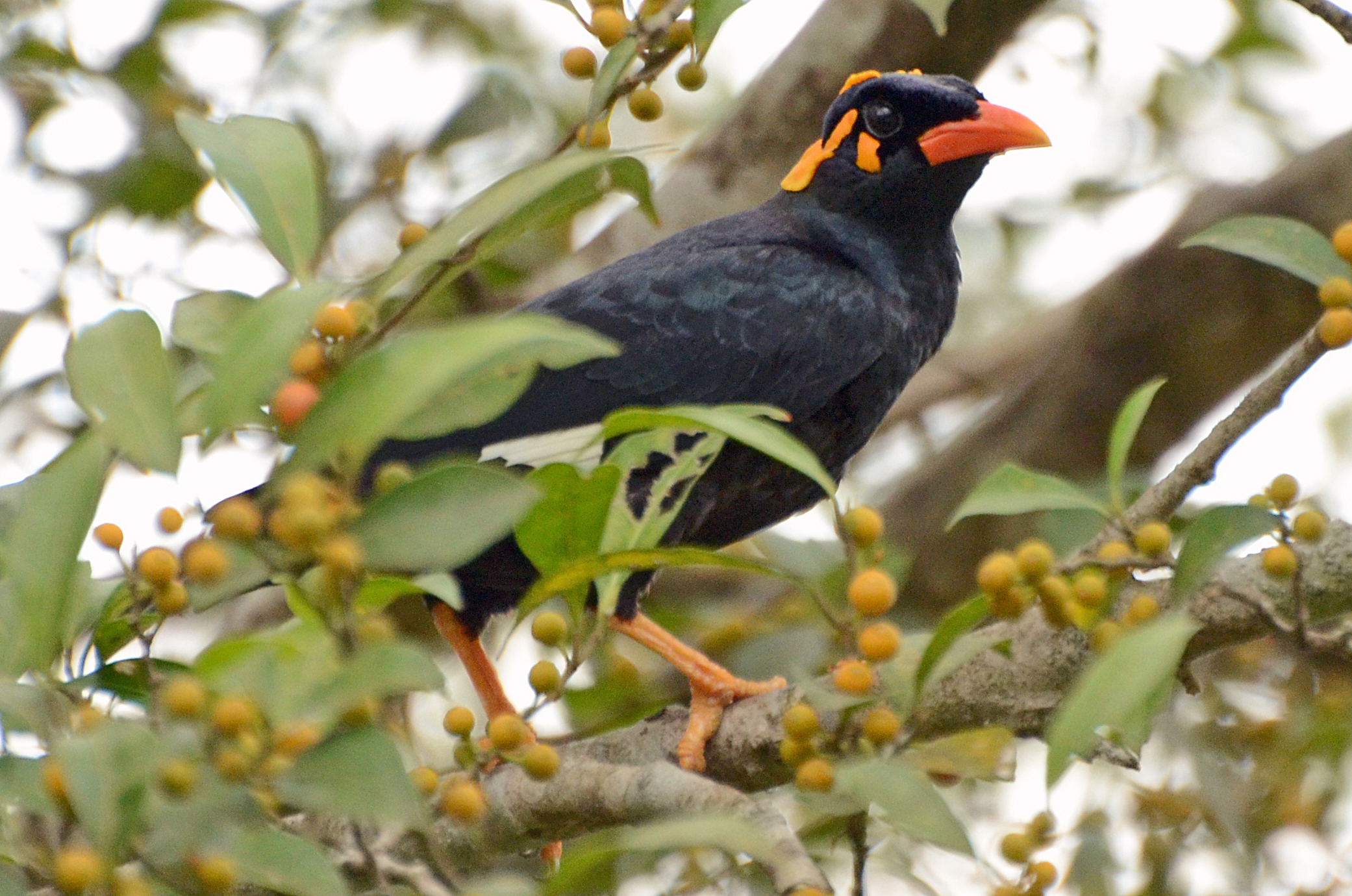
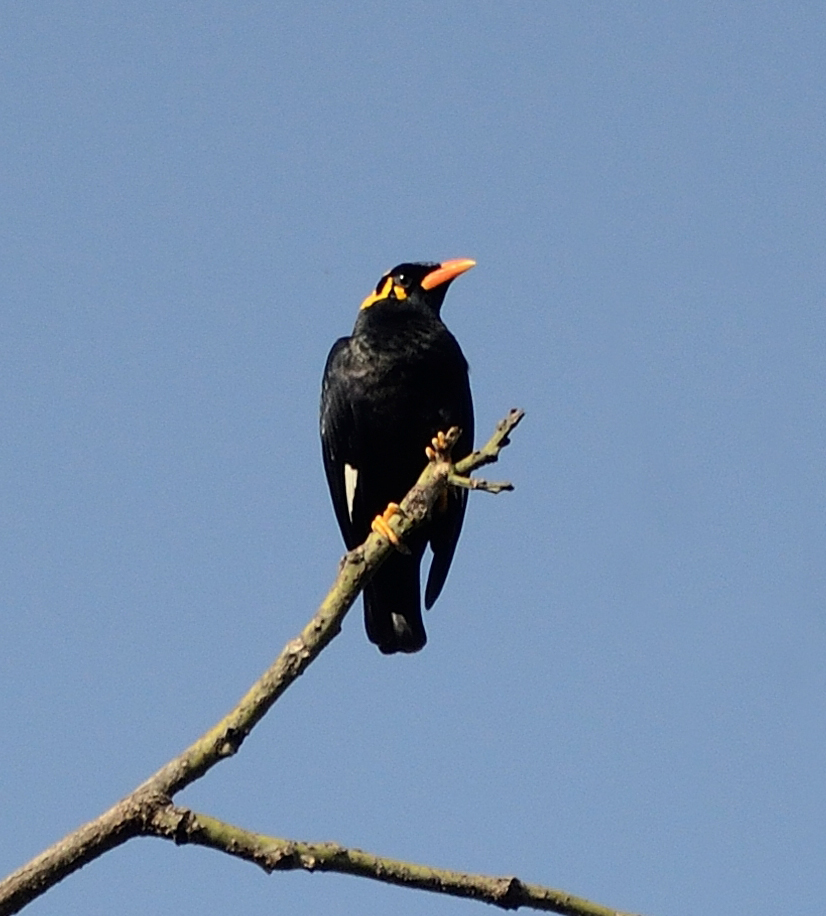